# Ґратка з діленням
Ґратка з діленням — алгебраїчна структура в теорії ґраток, що одночасно є ґраткою x ≤ y та моноїдом x•y, яка дозволяє операції x\z та z/y, що є аналогами ділення чи імплікації, якщо розглядати x•y як множення чи кон'юнкцію, відповідно.
Прикладами ґраток з діленням є булеві алгебри, булеві алгебри з діленням, алгебри Гейтінга, MV-алгебри.

## Визначення
Ґратка з діленням  {\displaystyle (L,\leq ,\cdot ,e)} така алгебраїчна структура, що:
1. {\displaystyle (L,\leq )} — ґратка
2. {\displaystyle (L,\cdot ,e)} — моноїд
3. Для всіх z виконується: існує для кожного x таке найбільше y, та існує для кожного y таке найбільше x, що x•y ≤ z (властивість ділення).

В (3), таке «найбільше y», залежить від z та x, позначається x\z та називається права частка z по x.
Двоїстим поняттям є  «найбільший x» позначається z/y та називається ліва частка z по y.
Перепишемо (3) еквівалентно:
3'. {\displaystyle \forall x,y,z\in L:\quad y\leq x\backslash z\quad \iff \quad x\cdot y\leq z\quad \iff \quad x\leq z/y.}
Для фіксованого x в L, унарні операції x• та x\ є відповідно нижнім та верхнім спряженням в відповідності Галуа на L, дуально це також справедливо і для функцій •y та /y.  Тому існує інше визначення, а саме:
{\displaystyle x\cdot (x\backslash y)\;\;\leq y\leq \;\;x\backslash (x\cdot y),}
{\displaystyle (y/x)\cdot x\;\;\leq y\leq \;\;(y\cdot x)/y,}
разом з вимогою монотонності x•y по x та по y.  (З аксіом (3) чи (3') монотонність виводиться, але nen її потрібно вводити окремою аксіомою.)  Тепер можна розглядати x• та x\ як псевдообернення чи спряження один до одного, а також •x до /x.
Аксіома монотонності теж може бути записана через нерівність {\displaystyle x\cdot y\leq (x\lor y)\cdot y}
І навпаки, нерівність {\displaystyle x\leq y} може бути записана як {\displaystyle x\land y=x} чи {\displaystyle x\lor y=y.} Тому перейшовши до визначення ґратки через тотожності отримаємо іншу сигнатуру {\displaystyle (L,\land ,\lor ,\cdot ,e,/,\backslash )}

## Приклади
Булеві алгебри та алгебри Гейтінга є комутативними ґратками з діленнямв яких x•y = x∧y (тому одиниця множення e збігається з  максимальним елементом 1) та обидва ділення x\y та y/x є однією операцією, а саме імплікацією x → y. 